# Semenivka, Barîșivka
Semenivka (în ucraineană Семенівка) este localitatea de reședință a comunei Semenivka din raionul Barîșivka, regiunea Kiev, Ucraina.

## Demografie
Componența lingvistică a localității Semenivka
     Ucraineană (97,03%)
     Rusă (2,01%)
Conform recensământului din 2001, majoritatea populației localității Semenivka era vorbitoare de ucraineană (97,03%), existând în minoritate și vorbitori de rusă (2,01%).